# Margaret E. Barber

Margaret Barber

Margaret Emma Barber (* 1866 in Peasenhall, Suffolk, England; † Mai 1930 in Fuzhou, China), chinesisch auch Hi Scheo-ngen oder – nach der Mutter von Watchman Nee – Fräulein He Shouen, war eine christliche Missionarin in China. Sie wurde durch ihren Einfluss auf Watchman Nee (Nee Tuo-Sheng) bekannt.

## Leben
Margaret E. Barber war die Tochter des Stellmachers Louis Barber und seiner Frau Martha Barber, geborene Gibbs. 1890 folgte sie einem Missionsaufruf von Hudson Taylor, dem Gründer der China-Inland-Mission, in China das Evangelium zu verkündigen. Zur Vorbereitung arbeitete sie in England als Krankenschwester in einem Kinderhospital.
1895 reiste Barber zum ersten Mal nach China. Sie wurde von der Church Missionary Society in die Stadt Fuzhou (Provinz Fujian) ausgesandt, wo sie sieben Jahre lang an der Tau Su Girls’ High School arbeitete, einer von der Church of England gegründeten und betriebenen Mittelschule für Mädchen.
Nach England zurückgekehrt, traf Barber David Morrieson Panton, den Herausgeber der christlichen Zeitschrift The Dawn (deutsch „Der Tagesanbruch“). Während ihres zweijährigen Heimataufenthalts ließ sie sich als Erwachsene erneut taufen, wodurch es zur Trennung von der anglikanischen Staatskirche kam.
1909 ging Barber im Alter von 42 Jahren als unabhängige Missionarin mit loser Verbindung zum „geschlossenen“ Flügel der Plymouth Brethren nach Fuzhou zurück, diesmal begleitet von ihrer 20 Jahre jüngeren Nichte M. S. Ballord. Die zwei Frauen mieteten zuerst ein Haus am Anlegeplatz Pagoda gegenüber der Lo-hsing-Pagode, wo Barber bis zu ihrem Tod lebte. Um die Arbeit auszuweiten, betete sie einmal um ein Haus mit zehn Zimmern. Kurze Zeit darauf wurde ihr für eine geringe Miete das Gebäude einer benachbarten Gewerbeschule angeboten, die geschlossen wurde und zwanzig Zimmer hatte.
Anfangs arbeitete Barber mit Li Ai-ming, einem unabhängigen chinesischen Prediger, zusammen. Durch ihre Bibelklasse am „Weißen-Zahn-Felsen“ bekam sie Kontakt mit Watchman Nee, der damals Schüler am Anglican Trinity College war. Barber führte ihn in die Bücher von John Nelson Darby, Jeanne-Marie Bouvier de La Motte Guyon, Jessie Penn-Lewis, David Morrieson Panton, Theodore Austin-Sparks, aber auch in andere Bücher ein, die ihr selbst eine Hilfe gewesen waren. Sie hatte auch Einfluss auf Leland Wang (Wang Cai), der später ein christlicher Leiter wurde und mit Watchman Nee zusammenarbeitete.
Barber verkündigte das Evangelium und lehrte über die Prinzipien eines „geheiligten Lebens“. Großteils arbeiteten sie und ihre Nichte unter Frauen, gelegentlich aber auch unter Männern. In gewissen Abständen verteilten sie auf den Märkten in Fuzhou Traktate. Barber reiste nur wenig und war nicht sehr bekannt. Sie legte ihren Schwerpunkt mehr auf ein „heiliges Leben“ als auf Öffentlichkeitsarbeit. So warnte sie beispielsweise junge Christen davor, sich zu sehr der Karriere zu widmen, was nach ihrer Überzeugung nur zum „Schiffbruch des geistlichen Lebens“ führen würde.
Als Barber im Mai 1930 mit 64 Jahren starb, besaß sie fast keine finanziellen Mittel mehr. In ihrer zerlesenen Bibel, die sie Watchman Nee vermachte, hatte sie vermerkt: „O Gott, gewähre mir eine vollkommene und schrankenlose Selbsterkenntnis!“ Zusätzlich fand sich auf dem Vorsatzblatt der Vermerk: „Ich begehre nichts für mich selbst, ich begehre alles für den Herrn.“ Ihre Nichte Miss Ballord führte ihre Arbeit bis 1950 weiter und kehrte dann nach England zurück.

## Lieder
Barber verfasste etliche Lieder, die später von ihrer Nichte in China veröffentlicht wurden. In vielen brachte sie ihre Hoffnung auf die baldige Wiederkunft Jesu zum Ausdruck. Watchman Nee, der sich zusammen mit seiner Mutter 1921 bei Barber taufen ließ, berichtete vom Jahreswechsel 1925: „Sie betete: ‚Willst du wirklich das Jahr 1925 vorübergehen lassen? Es ist der letzte Tag dieses Jahres und ich bitte dich, dass du heute wiederkommst.‘“
Heute sind Barbers Lieder fast unbekannt. Nachfolgend eine Strophe:
If the path I travel
Lead me to the cross,
If the way Thou choosest
Lead to pain and loss,
Let the compensation
Daily, hourly, be
Shadowless communion
Blessed Lord, with Thee.